# 川村勇
川村 勇（かわむら いさむ、1927年（昭和2年）11月14日 - 2013年（平成25年）1月27日）は、日本の洋画家。主に油彩画を描いた。独学で学び、画壇から離れて活動を続けたことから、「孤高の画家」と称されることもある。

## 経歴
1927年岩手県和賀郡湯田村（現在の和賀郡西和賀町）川尻に生まれる。1948年頃に画家を志して上京。1951年一線美術展入選。1960年、香港大学から招かれ、2年間にわたって助手として従事。その後も、たびたびヨーロッパやインドを旅しながら絵を学び、外遊は生涯で16回を数えた。1972年岩手県盛岡市に戻り、以降の制作拠点とする。1978年『市場にて』が日展入選。1979年『配給日』が日展入選。
2015年、盛岡市内の自宅で亡くなる。

## 西和賀町との関係

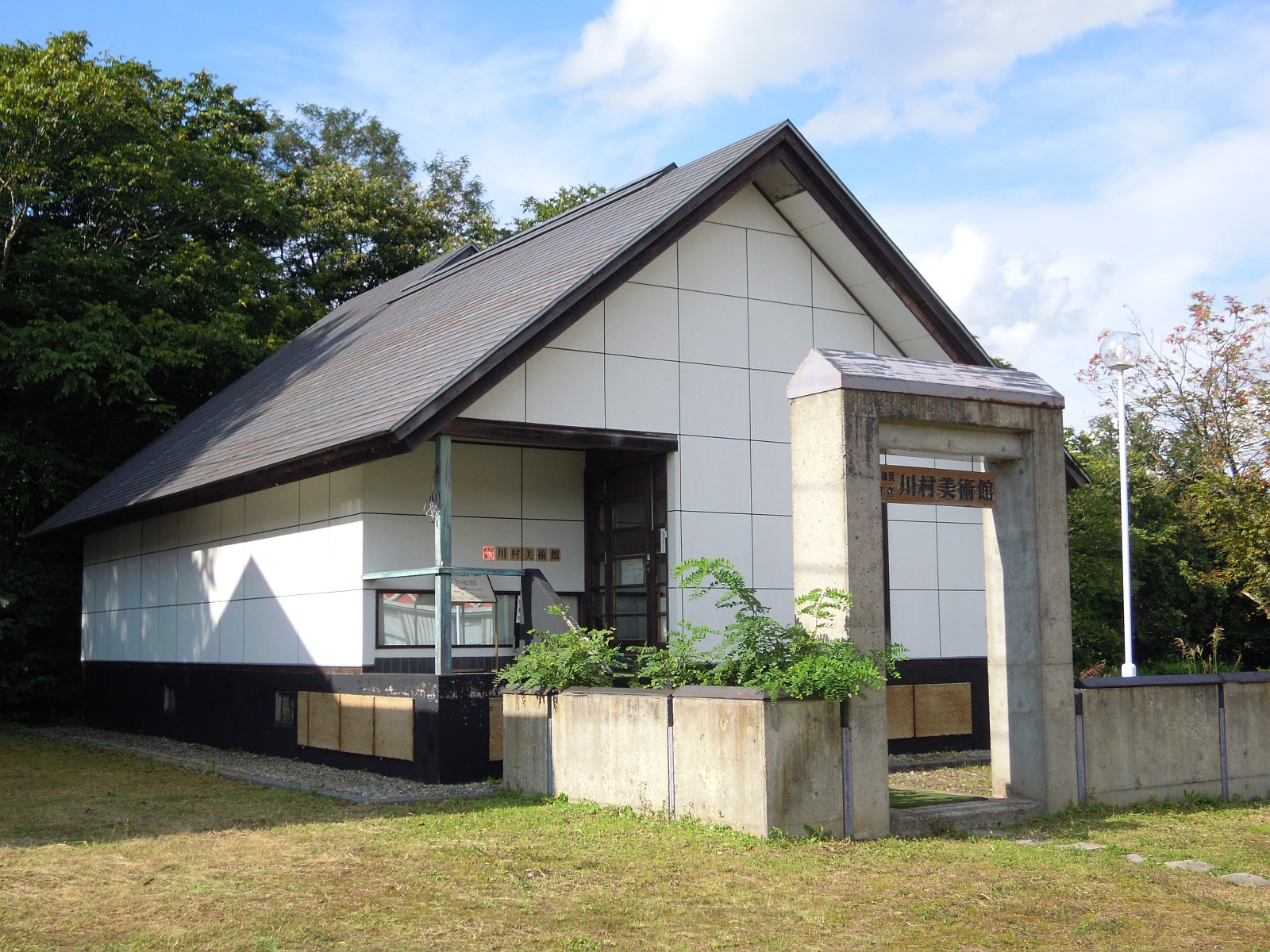
西和賀町立川村美術館

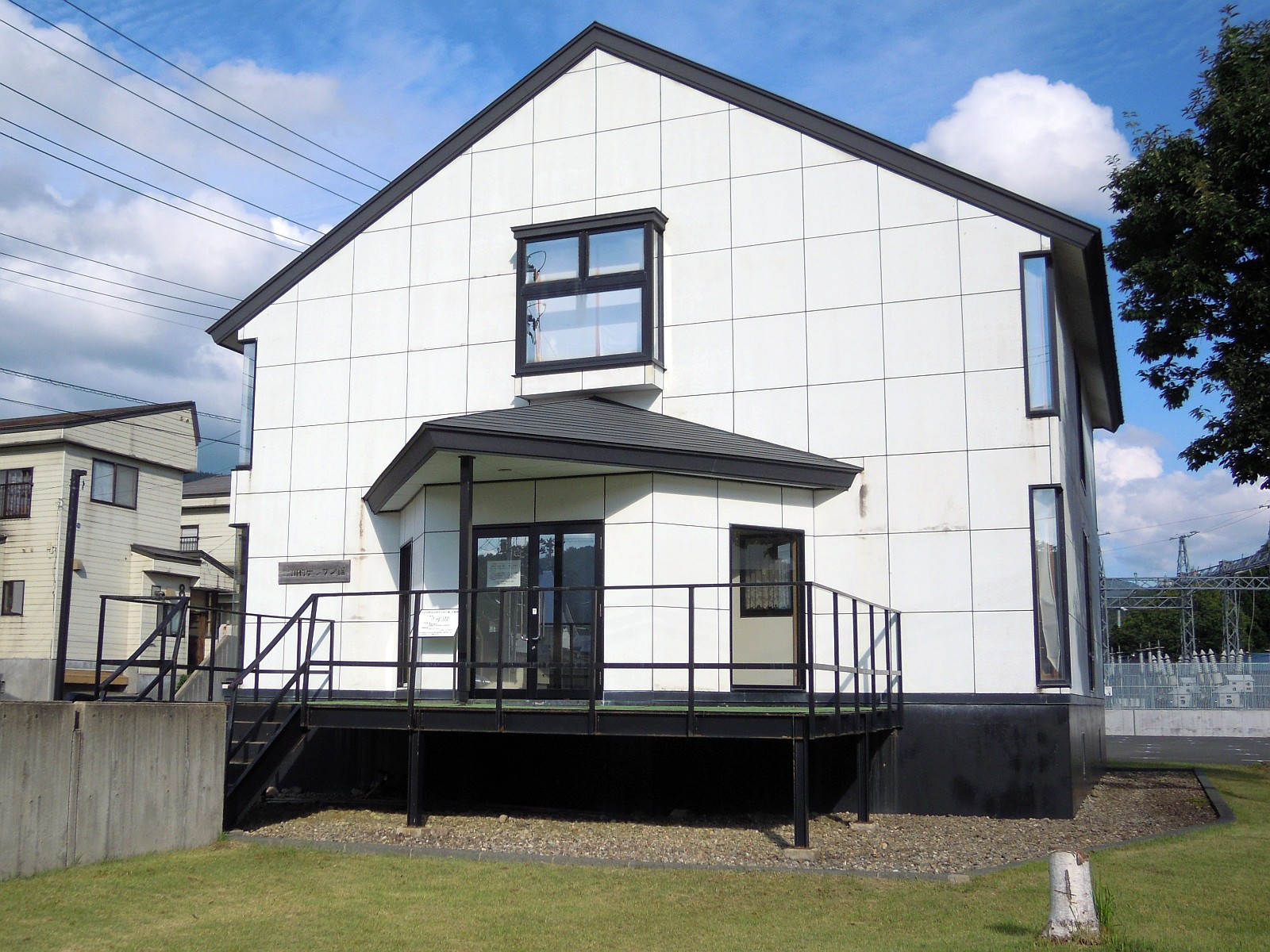
西和賀町立川村デッサン館

小学校の授業で絵の課題が出た際、近所の医師、高橋北民の家族を描いたところ高橋から褒められたことが、画家を志したきっかけであった。高橋はその後、湯田村長となり、上京すると川村のもとに立ち寄り支援したほか、1961年に川村が盛岡市内で個展を開いた際には、自費でバスを借りて村民を鑑賞に連れていくほどであった。
川村にとって、故郷の川尻に美術館を造ることが長年の夢であり、1985年10月21日には川村美術館が、1992年10月10日には川村デッサン館が町内に開館した。どちらも建設に要する費用は川村が負担し、町に寄贈のうえ、町が管理運営をする方式が採られている。
- 西和賀町立 川村美術館
  - 岩手県和賀郡西和賀町上野々39地割190番地2

- 西和賀町立 川村デッサン館
  - 岩手県和賀郡西和賀町上野々39地割142番地1